# ゴドワリ語
ゴドワリ語（ゴドワリご、英: ）はマールワーリー語の方言のひとつである。ラージャスターン州のゴールワール（ゴードワール）地方で話されている。ゴドワリはゴードワールが由来である。ゴードワール語ともいう。

## 関連項目

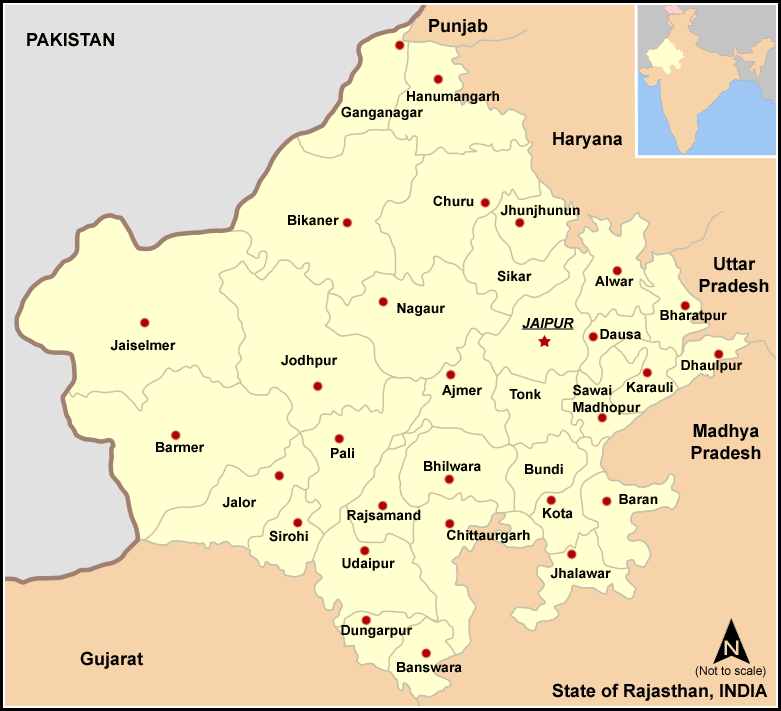
ラージャスターン州

## 言語名別称
- ゴードワール語
- ゴドワル語
- ゴドワリ語
- ゴードワーリー語
- ゴードワーリー
- Southern Marwari
- Southern Mārwāṛī
- Gōḍwāṛī

## 方言
- Madahaddi (gdx-mad)
- Balvi (gdx-bal)
- Khuni (gdx-khu)
- Sirohi (gdx-sir)